# Kolumna (geomorfologia)

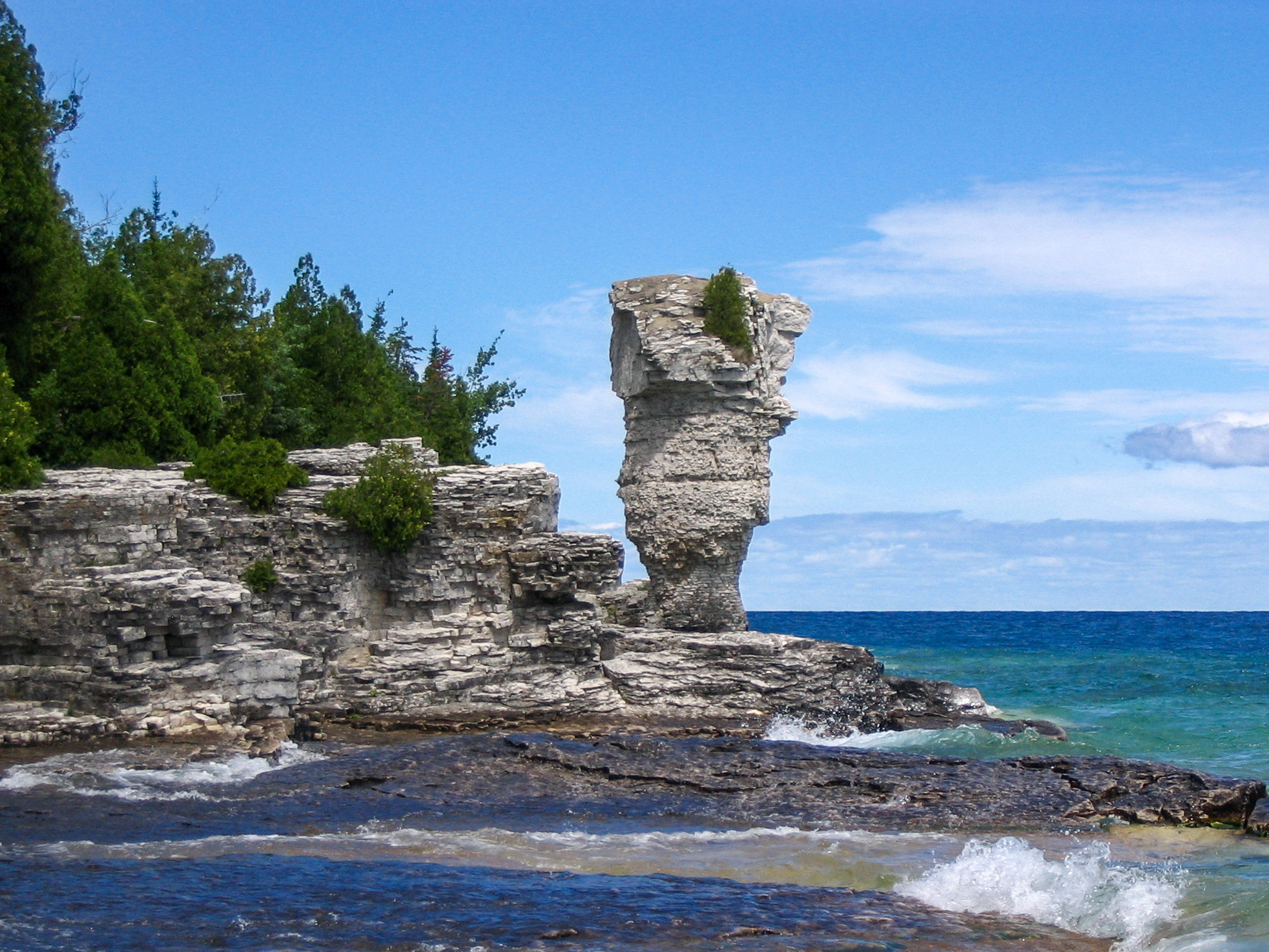
Big Flowerpot, Kanada

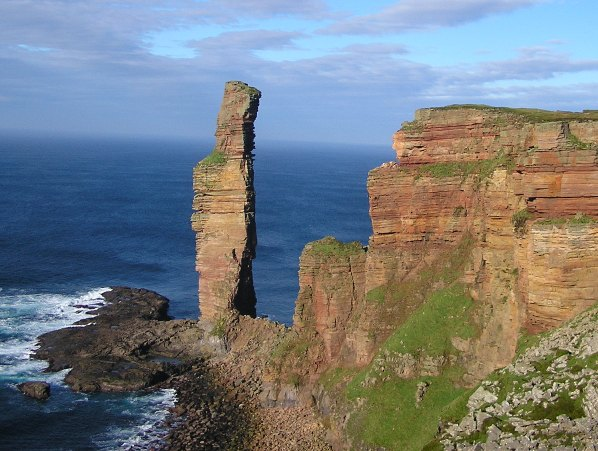
Old Man of Hoy, Szkocja

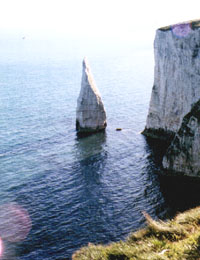
Kolumna niedaleko Old Harry Rocks, Anglia

Kolumna lub filar – geologiczna forma ukształtowania terenu złożona ze stromej, często wręcz pionowej kolumny lub kolumn skalnych w morzu niedaleko wybrzeża. Filary tworzą się gdy klifowa zatoka ulega erozji poprzez działanie fal morskich i wielkich mas wody uderzających o skałę. Siła wody osłabia klif powodując odpadanie części z nich, tworząc tym samym kolumny lub małe wyspy. Potrafią uformować się również gdy most skalny rozsypie się wskutek naturalnych procesów i grawitacji. Kolumna może rozpaść się lub ulec erozji pozostawiając gruzowisko. Kolumny zazwyczaj tworzą się z poziomo zalegających skał osadowych zwłaszcza wapiennych czy piaskowców lub skał wulkanicznych. Jest to spowodowane występowaniem poziomego uławicenia oraz pionowego ciosu.
Inny rodzaj kolumn powstaje w skałach wulkanicznych, przede wszystkim bazaltach, w których pospolicie występuje cios termiczny w postaci słupów bazaltowych. Zwykle noszą one jednak inne nazwy: organów, schodów, drogi, grobli (Organy Wielisławskie, Małe Organy Myśliborskie, Grobla Olbrzyma).
Kolumny są często ważnymi lęgowiskami ptactwa morskiego.
Niektóre z kolumn są miejscami do wspinaczek.

## Przykłady
- Flowerpot Island, jezioro Huron, Kanada.
- Three Sisters, Eatonville, Nowa Szkocja, Kanada.
- Haystack Rock, Cannon Beach, Oregon, USA.
- Goat Rock, Kalifornia, USA.
- Old Harry Rocks, Dorset, Wielka Brytania.
- The Needles, Wight, Wielka Brytania.
- Am Buachaille, Sutherland, Wielka Brytania.
- Old Man of Hoy, Orkady, Wielka Brytania.
- Dwunastu Apostołów na trasie Great Ocean Road, Wiktoria, Australia
- Rocher Percé, Percé Quebec, Kanada
- Hopewell Rocks, Hopewell Cape Nowy Brunszwik, Kanada
- Po Pin Chau, High Island, Hongkong
- Étretat, Sekwana Nadmorska, Francja
- Lange Anna, Helgoland